# 26578 Cellinekim
26578 Cellinekim este un asteroid din centura principală de asteroizi.

## Descriere
26578 Cellinekim este un asteroid din centura principală de asteroizi. A fost descoperit pe 9 martie 2000 la Socorro, New Mexico, în cadrul proiectului LINEAR. Asteroidul prezintă o orbită caracterizată de o semiaxă mare de 2,99 ua, o excentricitate de 0,10 și o înclinație de 9,9° în raport cu ecliptica.